# Cabera incoloraria
Cabera incoloraria är en fjärilsart som beskrevs av Walker 1863. Cabera incoloraria ingår i släktet Cabera och familjen mätare. Inga underarter finns listade i Catalogue of Life.